# 200 років Володимиру Далю (монета)
«200 ро́ків Володи́миру Да́лю» — ювілейна монета номіналом 2 гривні, випущена Національним банком України, присвячена 200-річчю з дня народження письменника, мовознавця, етнографа, автора відомого словника російської мови — Володимира Івановича Даля (1801—1872 рр.), батьківщиною якого є Луганщина, що знайшло відображення і в його псевдонімі — Козак Луганський.
Монету введено в обіг 19 листопада 2001 року. Вона належить до серії «Видатні особистості України».

## Опис монети та характеристики
| Номінал грн. | Метал      | Маса, г | Діаметр, мм | Якість виготовлення | Гурт     | Тираж, штук |
| ------------ | ---------- | ------- | ----------- | ------------------- | -------- | ----------- |
| 2            | нейзильбер | 12,8    | 31,0        | звичайна            | рифлений | 30 000      |

### Аверс
На аверсі монети в центрі зображено композицію з книг, сувою, паперів та чорнильниці з пером, угорі розміщено малий Державний Герб України, по колу написи: «УКРАЇНА», «2», «ГРИВНІ», «2001» та логотип Монетного двору Національного банку України.

### Реверс
На реверсі монети зображено портрет Володимира Даля, унизу — перо, під яким стилізований напис «КОЗАК ЛУГАНСЬКИЙ», по колу монети написи: «ВОЛОДИМИР ДАЛЬ» та «1801-1872».

## Автори

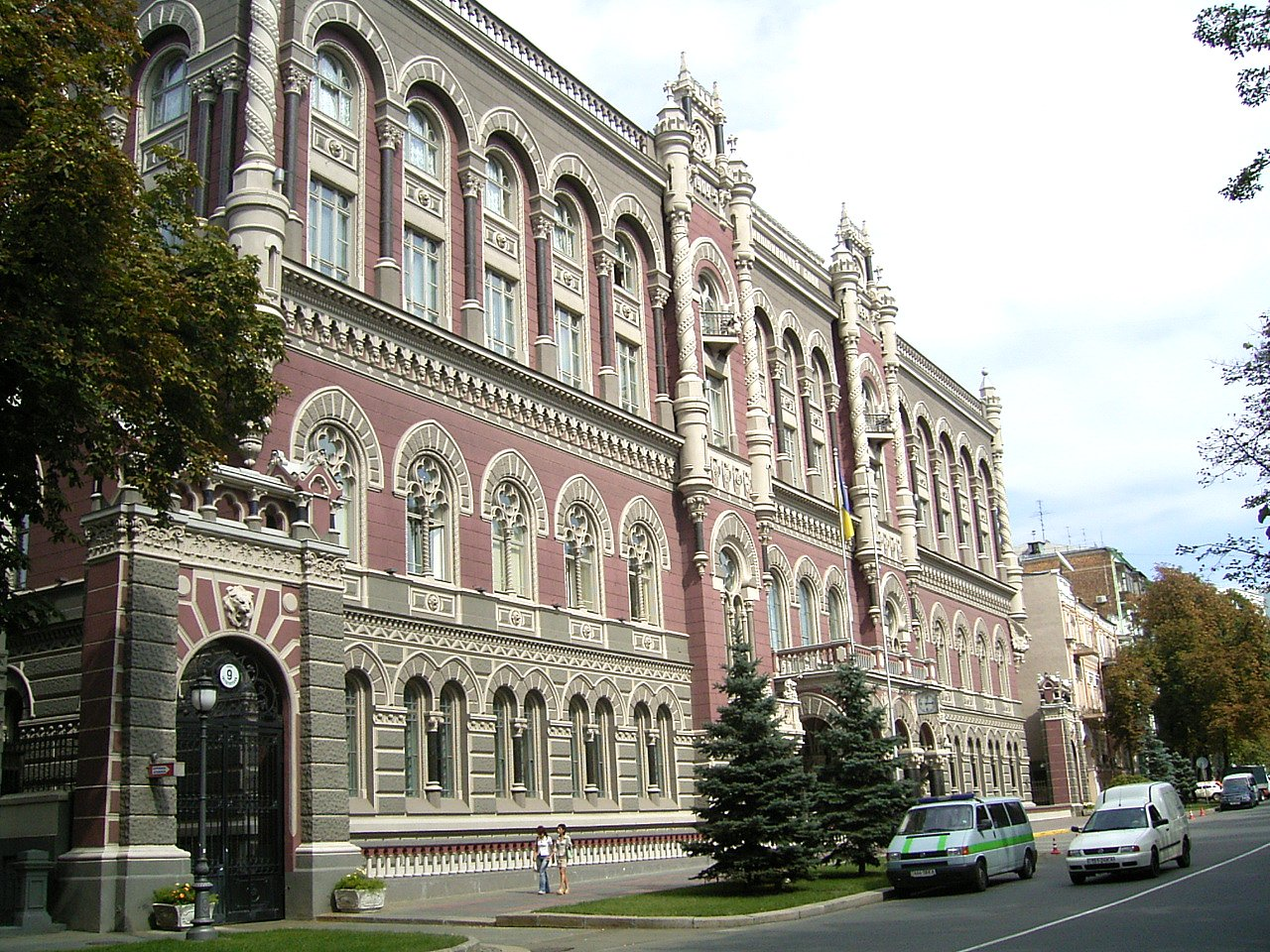
Будівля Національного банку України

- Художник — Кочубей Микола.
- Скульптор — Атаманчук Володимир.

## Вартість монети
Під час введення монети в обіг 2001 року, Національний банк України розповсюджував монету через свої філії за номінальною вартістю — 2 гривні.
Фактична приблизна вартість монети з роками змінювалася так:
| Рік        | 2010 | 2011 | 2012 | 2013 | 2014 | 2015 | 2016 | 2017 | 2018 | 2019 | 2020 | 2021 | 2022 | 2023 | 2024 | 2025 |
| ---------- | ---- | ---- | ---- | ---- | ---- | ---- | ---- | ---- | ---- | ---- | ---- | ---- | ---- | ---- | ---- | ---- |
| Ціна, грн. | 40   | 50   | 60   | 90   | 130  | 150  | 230  | 250  | 290  | 290  | 310  | 310  | 330  | 440  | 560  | 560  |